# Нововилвенски
Нововилвенски (на руски: Нововильвенский) е селище от градски тип в Русия, разположено в Горнозаводски район, Пермски край. Населението му към 1 януари 2018 година е 55 души.